# 覚阿
覚阿（かくあ、康治2年（1143年）? - 没年不詳）は、平安時代後期の天台宗の僧。宋に渡って日本僧としては最も早い時期に禅宗の教えを伝授され、それを日本に持ち帰った。

## 生涯
俗姓は藤原氏。生年は『本朝高僧伝』の記述を信じれば康治2年（1143年）となるが、実際にはその数年前ではないかと考えられる。14歳で比叡山で得度・受戒。諸書はこの時期の覚阿が天台の教学に通じて名をあげ、筆墨にすぐれ、梵漢の書に精通していたことを伝える。『談義日記』（『大日本仏教全書』第24巻「天台小部集釈」第19所収）に「沙門覚阿」とあり、同書はこの時期の覚阿の著作の可能性がある。
『嘉泰普燈録』『五燈会元』によれば29歳の時宋の都杭州から来た商人に宋で禅宗が盛んであるという話を聞き渡宋を決意。『元亨釈書』によれば承安元年（1171年）（宋の乾道7年）に弟子の金慶とともに宋へと渡航。『本朝高僧伝』は承安元年29歳の時に宋に渡ったと記述するが、実際には覚阿が商人の話を聞いた29歳の時は承安元年よりも数年前であると考えられる。
覚阿は杭州に至り、霊隠寺の瞎堂慧遠の弟子となった。渡宋当初は中国語での会話に不慣れだったため慧遠とは筆談を行ったという。慧遠から日本の国主（天皇）について尋ねられた覚阿は姓氏が無いということを回答したことが残されている。翌年覚阿は金慶とともに天台山に向かっており、慧遠から偈頌を贈られている。秋には金陵（建康）に到着し、長江の岸で鼓声を聞いたことにより大悟したという。ただし『仏海瞎堂禅師広録』巻3「仏海禅師法語」では鎮江の金山で鼓声を聞いて大悟したとされている。
覚阿はただちに霊隠寺に戻り、慧遠と問答商量を交わした後、日本人僧としてはじめてとなる印可を与えられた。また『嘉泰普燈録』『五燈会元』には覚阿が作った5首の偈頌も掲載されている。慧遠は乾道9年（1173年）に皇帝孝宗に「日本国法師問答録」を上呈しているが、内容は今に伝わらない。
覚阿は慧遠のもとで3年教えを受けてから日本に帰国したとされているため、これを足かけ3年とすれば乾道9年に帰国の途についたこととなる。覚阿は日本に帰国するに際して慧遠から法語と偈頌を贈られており、本国で仏法の伝道に取り組むことを後押しする内容である。なお南北朝時代に澄円智演は『獅子伏象論』巻中末「留経久近門第廿三」で覚阿が7年間宋に滞在したと記述するものの、慧遠の没後まで覚阿が宋にいたことになるため事実とは異なるとみられる。
日本における臨済宗の宗祖として知られる栄西は『未来記』で、乾道9年に慧遠が博多綱首・張国安に自分の死から20年後に日本で禅宗が隆盛すると語ったということを取り上げ、これを自身の活躍を予言したものと解釈している。実際には慧遠は同年に日本に帰国する覚阿に期待を込めて発言したものと推測されるが、栄西はむしろ「別人は海を越えず、愚人は彼に到りて何ぞ要せんや。智人察せり」と自身を智人と持ち上げ、宋に渡らなかった能忍とともに暗に覚阿を愚人とさげすんでいる。
帰国後の覚阿は安元元年（1175年）に園城寺長吏で天台座主も経験した大僧正覚忠（関白藤原忠通の子）とともに慧遠のもとに使者を送っている。さらに『嘉泰普燈録』では覚阿が叡山寺の住持に任じられ、1182年に嗣書を宋に送ったが既に慧遠は死去していたと伝えるものの、覚阿が天台座主となった記録は無く、比叡山内の一寺院の住持となった可能性があるにとどまる。
覚阿は高倉天皇によって宮中に召されて禅宗の要旨を問われた際、横笛（尺八とも）を吹いてこれに応えたが、天皇も近臣もその意を解することができなかったと諸書は伝える。光宗編『渓嵐拾葉集』には天皇から禅を問われた覚阿はウソ（口笛）を吹いて即座に退出したという細部の異なる逸話を記録している。これ以降の覚阿の言行は伝えられていないという。
『獅子伏象論』では帰国後の覚阿は比叡山の西塔で多くの僧侶を前に談話を行ったが、3000人の中で源空（法然）ただ一人がその宗旨を理解したため、源空に血脈を伝授したとされているものの、他に同様の伝承を伝えるものはない。

## 伝記
日本
- 虎関師錬『元亨釈書』巻6「釈覚阿」
- 高泉性潡『扶桑禅林僧法伝』巻1
- 卍元師蛮『延宝伝燈録』巻1
- 卍元師蛮『本朝高僧伝』巻19
- 大冥恵団『宗門畧列祖伝』巻4 - 文化6年（1806年）

中国
- 『嘉泰普燈録』巻20 - 嘉泰4年（1204年）
- 『五燈会元』巻20 - 宝祐元年（1253年）
- 『大休和尚語録』「告香普説」の「中夏普説」